# 开建古城
开建古城，位于中国广东省肇庆市封开县南丰镇府所在地，为肇庆市封开县县级文物保护单位，类型为古建筑，公布时间为1985年4月12日。
开建古城的历史年代为明代。